# Ophiothrix fragilis
Ophiothrix fragilis – gatunek wężowidła z rodziny Ophiotrichidae.

## Dane liczbowe
- Średnica tarczy: do 2 cm
- Długość ramion: do 10 cm (długość ramion pięciokrotnie większa od średnicy tarczy)

## Wygląd
Tarcza środkowa o symetrii pięciopromiennej, pokryta drobnymi kolcami na stronie grzbietowej. Ramiona również pokryte kolcami, po siedem na segment. Kolor zwierzęcia może być bardzo różny: najpospolitsze są osobniki szare czy brązowe, ale występują też czerwone, pomarańczowe, żółte czy purpurowe. Ramiona często w jaśniejsze i ciemniejsze paski.

## Występowanie
Wybrzeża Europy, południowo-zachodniej Afryki i wschodniej Ameryki Północnej. Niezagrożony wyginięciem. 

## Tryb życia
Żyje na dnie morza na twardym podłożu – skałach lub gruboziarnistym osadzie. Występuje pojedynczo lub w grupach liczących nawet kilkaset osobników na metr kwadratowy. Żywi się planktonem.